# Юкансаарі
Юканса́рі (рос. Юкансари) — невеликий скелястий острів у Ладозькому озері. Належить до групи Західних Ладозьких шхер. Територіально належить до Лахденпохського району Карелії, Росія.
Має округлу форму діаметром 0,7 км.
Розташований в гирлі Якімварської затоки, на південний схід від острова Хепасалонсарі. Вкритий лісами.